# Crimson (альбом Edge of Sanity)
| Оценки критиков     | Оценки критиков |
| Источник            | Оценка          |
| ------------------- | --------------- |
| AllMusic            | [ 1 ]           |
| Chronicles of Chaos | [ 2 ]           |
| Metal1.info         | [ 3 ]           |
| Rock Hard           | [ 4 ]           |
| Sputnikmusic        | [ 5 ]           |
| Ultimate Guitar     | [ 6 ]           |

Crimson — пятый полноформатный студийный альбом шведской дэт-метал-группы Edge of Sanity и их первый концептуальный альбом, выпущенный в 1996 году на лейбле Black Mark Productions. Он состоит из одного 40-минутного трека, рассказывающего историю о далёком будущем, когда человеческая цивилизация подходит к концу.
Альбом, записанный при участии фронтмена группы Opeth Микаэля Окерфельдта, получил высокие оценки критиков и считается многими фанатами лучшим произведением группы Edge of Sanity. Продолжение альбома, Crimson II, было выпущено в 2003 году и продолжает историю с самого конца первой части. 
Оба альбома позднее были отредактированы и включены на одном CD-диске в сборник 2006 года «When All is Said/The Best of Edge of Sanity», где были поделены на части и выпущены по отдельности в качестве цифрового издания.

## История, повествующаяся в альбоме
Альбом повествует о мире, где люди больше не могут рожать детей. В это время отчаяния у Короля и Королевы бесплодной Земли рождается ребёнок. Королева умирает при родах, а Король остается править Землей и воспитывать свою дочь самостоятельно. Люди думают, что ребёнок является знаком того, что Бог даст им обратно способности к воспроизводству, но ребёнок вырастает в подростка, а человечество по-прежнему остаётся бесплодным. Со временем Король умирает и начинается борьба за его трон.
Новый король подавляет восстания против его незаконного правления и вызывает ненависть у большей части населения. В конце концов они уговаривают ребёнка возглавить переворот. Пока она остаётся наедине, чтобы придумать план, силы зла пытаются сманить её. Она принимает учение Антихриста и получает могучие магические силы. Она легко убивает ложного короля и начинает править Землёй. Люди смотрят на неё с надеждой, поскольку считалось, что восстановление законного правителя ознаменует возвращение дара размножения. Но новая королева вводит в заблуждение людей, и убивает старейшин, которых люди оберегали за мудрость. Слух об этом распространяется, и собирается группа мятежников, чтобы остановить её. Они находят способ нейтрализовать её мощь, ослепив её, а затем поместив её в тот же консервирующий сосуд с «кровавым раствором», где ранее держались старейшины.

## Список композиций

### Оригинальное издание
| №                   | Название            | Длительность |
| ------------------- | ------------------- | ------------ |
| 1.                  | «Crimson»           | 40:00        |
| Общая длительность: | Общая длительность: | 40:00        |

| №                   | Название                       | Длительность |
| ------------------- | ------------------------------ | ------------ |
| 1.                  | «Crimson»                      | 40:00        |
| 2.                  | «Murder. Divided» (бонус-трек) | 3:16         |
| Общая длительность: | Общая длительность:            | 43:16        |

### Цифровое издание
В цифровом издании используется разделение/редактирование сборника «When All is Said», из-за чего некоторые части треков не совпадают с оригинальным релизом; также между треками присутствуют затухания (отсутствуют плавные переходы).
| №                   | Название            | Длительность |
| ------------------- | ------------------- | ------------ |
| 1.                  | «Crimson, Pt. 1»    | 4:53         |
| 2.                  | «Crimson, Pt. 2»    | 4:24         |
| 3.                  | «Crimson, Pt. 3»    | 4:46         |
| 4.                  | «Crimson, Pt. 4»    | 2:27         |
| 5.                  | «Crimson, Pt. 5»    | 4:09         |
| 6.                  | «Crimson, Pt. 6»    | 5:59         |
| 7.                  | «Crimson, Pt. 7»    | 4:59         |
| 8.                  | «Crimson, Pt. 8»    | 6:55         |
| Общая длительность: | Общая длительность: | 38:32        |

## Участники записи
Edge of Sanity
- Дан Сванё — ведущий вокал (чистый вокал и гроулинг), гитары, синтезатор
- Андреас Акселссон — ритм-гитара
- Сами Нерберг — ритм-гитара
- Андерс Линдберг — бас-гитара
- Бенни Ларссон — ударные

Приглашённые музыканты
- Микаэль Окерфельдт — соло-гитара и дополнительный вокал
- Андерс Мореби — виолончель

Производственный персонал
- Текст написан Аксельссоном и Сванё в январе 1996
- Альбом записан и сведён Даном Сванё в студиях Unisound и ProMix с 1 декабря 1995 по январь 1996 года
- Мастеринг и редактирование выполнены в Cutting Room, Стокгольм в январе 1996
- Художник обложки: Дункан C. Сторр
- Автор обложки: Дан Сванё
- Дизайн и макет: Марен Лотц